# Lotnisko (dzielnica Rumi)
Lotnisko – dzielnica Rumi położona na północ od centrum miasta, granicząca z gminą Kosakowo.
Nazwa pochodzi od znajdującego się niegdyś w tym miejscu lotniska dla Gdyni i Wybrzeża. Teren przeznaczony głównie dla zabudowy jednorodzinnej, na obrzeżach dzielnicy znajdują się ogródki działkowe. Główną osią komunikacyjną dzielnicy są ulice I Dywizji Wojska Polskiego oraz Kosynierów. Znajduje się tu pętla autobusowa komunikacji miejskiej.
Najbliższe dzielnice to: Biała Rzeka i Stara Rumia.